# Escrignelles
Escrignelles är en kommun i departementet Loiret i regionen Centre-Val de Loire strax norr Frankrikes mitt. Kommunen ligger i kantonen Briare som tillhör arrondissementet Montargis. År 2022 hade Escrignelles 57 invånare.

## Befolkningsutveckling
Antalet invånare i kommunen Escrignelles
| Referens: INSEE |